# Onthophagus sugihartoi
Onthophagus sugihartoi es una especie de insecto del género Onthophagus, familia Scarabaeidae, orden Coleoptera.
Fue descrita científicamente por Ochi en 2007.